# Pseudagrion grilloti
Pseudagrion grilloti är en trollsländeart som beskrevs av Legrand 1987. Pseudagrion grilloti ingår i släktet Pseudagrion och familjen dammflicksländor. IUCN kategoriserar arten globalt som otillräckligt studerad. Inga underarter finns listade i Catalogue of Life.